# Charles Peters Barthélus
Charles Peters Barthélus (* 14. November 1970 in Dessalines) ist ein haitianischer Geistlicher und römisch-katholischer Bischof von Port-de-Paix.

## Leben
Nachdem Charles Peters Barthélus von 1989 bis 1990 ein Theologisches Propädeutikum absolviert hatte, trat er in das Priesterseminar Notre-Dame d’Haïti ein. Von 1990 bis 1992 studierte Barthélus Philosophie im Seminar im Stadtteil Cazeau von Port-au-Prince und von 1992 bis 1996 Katholische Theologie im Seminar im Stadtteil Turgeau von Port-au-Prince. Er wurde am 25. Januar 1998 zum Diakon geweiht und empfing am 7. Juni desselben Jahres durch den Koadjutorerzbischof von Port-au-Prince, Joseph Serge Miot, das Sakrament der Priesterweihe.
Nach der Priesterweihe war Charles Peters Barthélus als Pfarrvikar der Pfarrei Sainte-Anne in Port-au-Prince tätig, bevor er 2001 Pfarradministrator der Pfarrei Sainte-Thérèse in Pétionville wurde. 2011 wurde Barthélus für weiterführende Studien nach Frankreich entsandt, wo er 2014 am Institut Catholique de Paris ein Lizenziat im Fach Liturgiewissenschaft erwarb. Nach der Rückkehr in seine Heimat wurde er 2014 Subregens des Priesterseminars Notre-Dame d’Haïti.
Am 14. April 2020 ernannte ihn Papst Franziskus zum Bischof von Port-de-Paix. Der Apostolische Nuntius in Haiti, Erzbischof Eugene Martin Nugent, spendete ihm am 5. September desselben Jahres in der Cathédrale Immaculée Conception in Port-de-Paix die Bischofsweihe; Mitkonsekratoren waren der Erzbischof von Cap-Haïtien, Launay Saturné, und der emeritierte Bischof von Port-de-Paix, Pierre-Antoine Paulo OMI.